# Calle Michelena
La calle Michelena es una calle del centro de la ciudad española de Pontevedra, en el límite entre el casco antiguo y el Ensanche. Es una de las principales calles de Pontevedra y una de las más comerciales de la ciudad.

## Origen del nombre
Desde 1858, la calle está dedicada a José María de Michelena, que fue nombrado Gobernador Civil de Pontevedra y Presidente de la Diputación Provincial de Pontevedra el 11 de noviembre de 1851 y cesó en su cargo el 6 de mayo de 1853. Sus grandes iniciativas y actividad, así como sus excelentes condiciones como gobernador, le hicieron merecedor de una calle en la ciudad. A él se debe el diseño del acceso a la Iglesia de San Francisco con su balaustrada de hierro y el parterre en la plaza frente a la iglesia.

## Historia
La actual calle Michelena era un estrecho camino fuera del perímetro de las murallas de Pontevedra, con suelo de tierra  donde se acumulaba el agua, conocido como Poza das Rans.
En 1852 se inició el derribo de las murallas de Pontevedra por la puerta de Trabancas, entre las actuales plazas de la Herrería y de la Peregrina, lo que permitió la apertura en 1854 de esta calle que seguía el perímetro de las murallas derribadas en su parte sur. Parte del terreno edificable se puso a disposición de los vecinos de la ciudad.
En 1858, el Ayuntamiento de Pontevedra decidió dar a la calle el nombre de José María de Michelena por haber impulsado la transformación en ronda del camino que bordeaba las murallas desde la puerta de Santo Domingo hasta la puerta de Trabancas, uniéndolo al solar dejado por las murallas.
En 1864 terminaron las obras de la calle y del derribo de la muralla, confiriéndole un aspecto similar al que tiene en la actualidad. A partir de 1867 se instalaron en la calle comercios como la tienda de fotógrafos Hermanos Guiard. En la década de 1860, el abogado, político y empresario Francisco Antonio Riestra Vallaure compró varios solares en la calle, donde hizo construir catorce edificios, entre ellos la mansión del número 30. En 1872, la calle Michelena fue una de las primeras de la ciudad en tener aceras.
El 25 de julio de 1888, la calle Michelena se convirtió en la primera calle de Galicia (junto con la vecina calle de la Oliva) en disponer de alumbrado público, gracias a la instalación de arcos eléctricos y lámparas incandescentes. Esta primera red eléctrica gallega fue obra del marqués de Riestra, José Riestra López, que construyó en la plaza de la Verdura la primera fábrica de electricidad del noroeste peninsular y que en 1887 obtuvo la patente de un procedimiento de ajuste de dinamos.
A principios del siglo XX, la calle Michelena era ya una de las más importantes de la ciudad. El 1 de noviembre de 1900 comenzaron las obras del nuevo edificio del Banco de España en el número 28. El edificio fue diseñado por el arquitecto José Fermín de Astiz Bárcena y se inauguró en 1903.
En 1913 murió el loro Ravachol, que vivía desde 1891 en la farmacia de don Perfecto Feijoo, en una casa que ya no existe en el extremo oriental de la calle, en la esquina con la plaza de la Peregrina.
Desde finales de 1924 hasta 1943, la calle se convirtió en uno de los principales puntos de paso del tranvía eléctrico de la ciudad, que posteriormente fue sustituido por el servicio de trolebuses y el tráfico rodado. En 1942 se puso en marcha la nueva alineación de la calle para reordenar su entronque con la plaza de la Peregrina, con el derribo de la casa que había ocupado la farmacia del farmacéutico Perfecto Feijoo y que dio paso en 1950 a un edificio de 6 plantas y ático, el más alto de la ciudad en la época.
El 9 de marzo de 1981 abrió sus puertas en el número 22 la emblemática librería Michelena, referente en Galicia por su extensa colección de hasta 70.000 volúmenes. Cerró sus puertas el 30 de junio de 2010 debido a la crisis económica que azotó España entre 2008 y 2014.
En 1985, la calle seguía siendo uno de los principales puntos de tráfico rodado de la ciudad y contaba con varios carriles. En agosto de 2001, la calle se cerró a la circulación de automóviles y pasó a ser peatonal.

## Descripción
Michelena es una calle adoquinada que sigue la línea de la antigua muralla medieval en pleno centro de la ciudad, relativamente recta y en su mayor parte llana, con una longitud de unos 250 metros. Su anchura media es de 10 a 11 metros.
Se trata de una calle peatonal céntrica en el borde del centro histórico, que une la plaza de España con la plaza de la Peregrina. En ella confluyen tres calles peatonales, de oeste a este: Marquesa, General Gutiérrez Mellado y Fernández Villaverde.
La calle Michelena es una de las principales vías de la ciudad y uno de sus centros neurálgicos, donde se encuentran instituciones oficiales como el edificio del Ayuntamiento o el de las delegaciones provinciales de la administración periférica española, así como numerosos comercios y franquicias nacionales e internacionales.

## Edificios destacados
El inicio de la calle coincide con la plaza de la Peregrina y en la esquina entre la plaza y la calle Michelena se encontraba el edificio de la farmacia del boticario Perfecto Feijoo donde murió el loro Ravachol en 1913 y donde hoy se encuentra una escultura del loro realizada por el escultor José Luis Penado en 2006.
En el número 28 de la calle se encuentra el edificio del Banco de España. Su construcción comenzó en 1900 y fue inaugurado en 1903. Es un ejemplo de la arquitectura administrativa del Estado español de principios del siglo XX, de estilo ecléctico. Su entrada principal está en la calle Michelena y tiene un patio trasero con entrada por la calle Fernández Villaverde. Las fachadas del edificio son simétricas y solemnes. La entrada principal de la calle Michelena termina en un arco de medio punto con un balcón superior de piedra sobre ménsulas. Los elementos pétreos que enmarcan y decoran las ventanas de las fachadas presentan decoración geométrica en la parte superior, que termina en arcos rebajados.
En el número 30 de la calle se encuentra la mansión del Marqués de Riestra, construida a finales del siglo XIX, donde el Marqués de Riestra estableció su residencia y la sede de su Banca Riestra. Es un edificio ecléctico con elementos modernistas. Su fachada presenta  galerías, arcos de herradura y marcos decorativos. Las ventanas y la entrada de carruajes de la planta baja están enmarcadas por arcos de medio punto. La planta baja está rodeada por un zócalo de granito.
Los edificios de los números 2, 4, 6, 8, 10, 10, 24, 32, 34, 36, 38, 40 y 42 datan del siglo XIX. El número 2 data de 1853 y fue la casa de Manuel Portela Valladares. El número 4 data de 1878 y el número 24 fue la casa del político Alejandro Mon. En el número 20 de la calle, el restaurante-tapería La Muralla tiene incorporado en el sótano un tramo de la muralla medieval, que se ha convertido en un elemento más de la decoración interior.
El Edificio Corbal, en el número 11 de la calle, es un destacado exponente del art déco de inspiración racionalista norteamericana. Proyectado en 1938 por Juan Argenti Navajas y levantado en 1940, destacó por su diseño vanguardista influido por el streamline norteamericano.

## Galería de imágenes

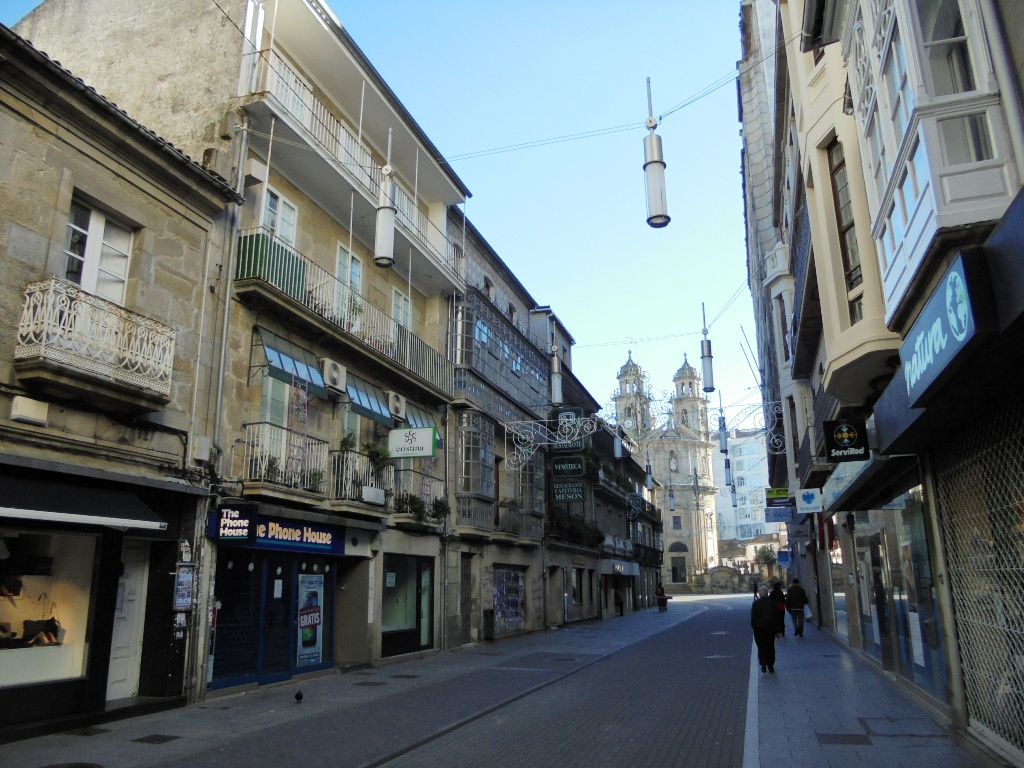
Tramo de la calle cerca de la plaza de la Peregrina
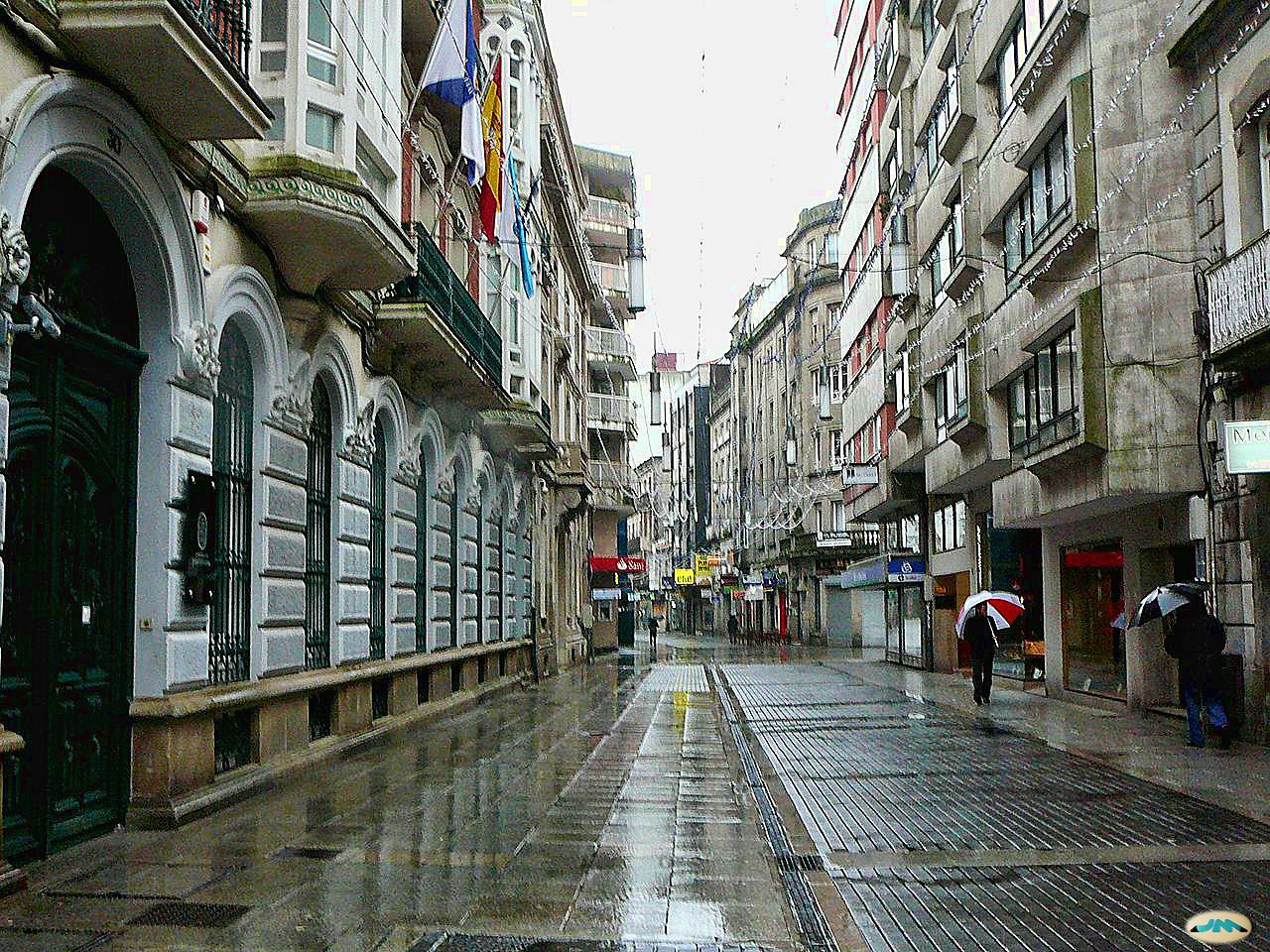
Tramo de la calle cerca de la plaza de España
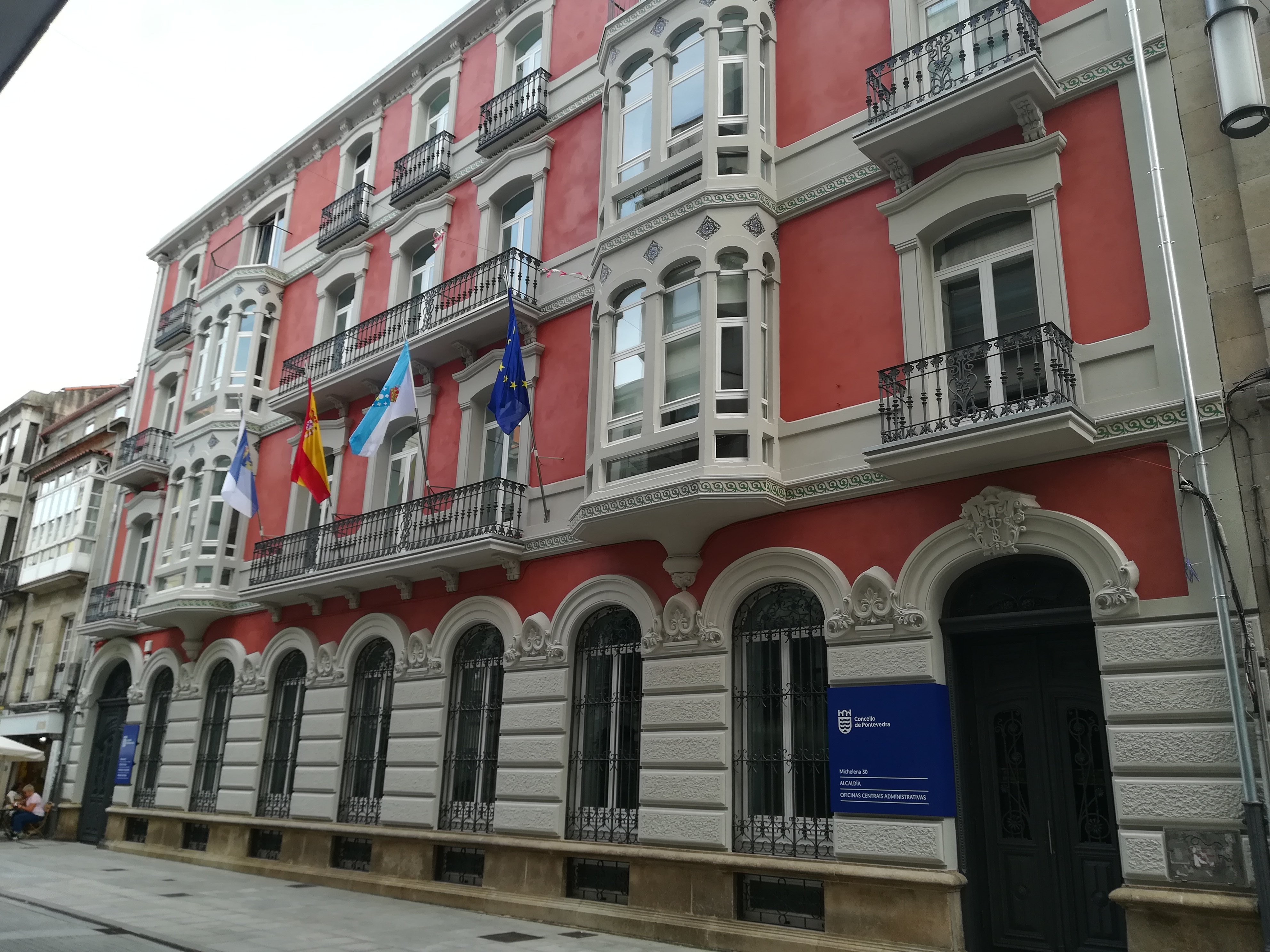
Mansión del Marqués de Riestra en el número 30 de la calle
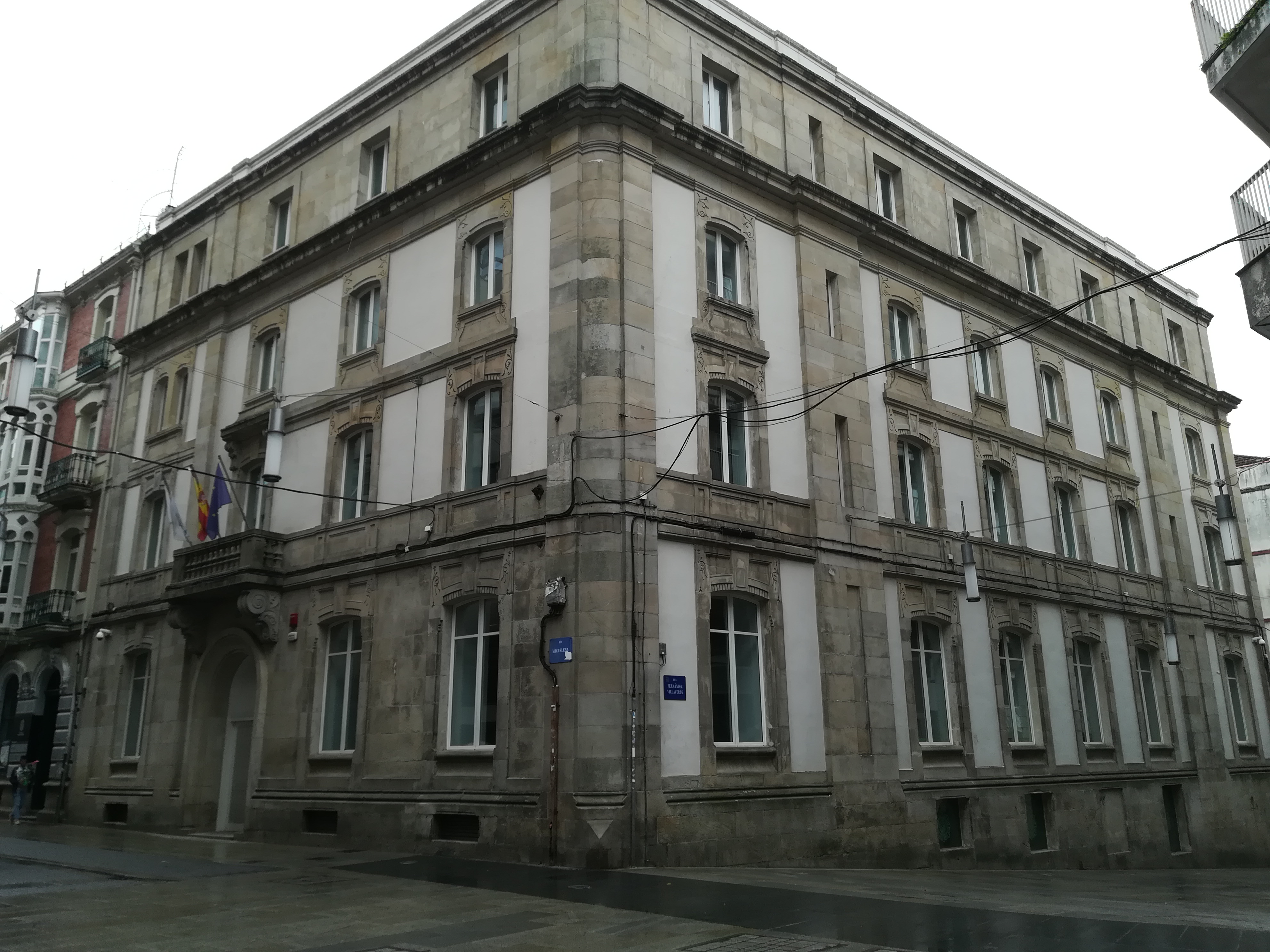
Edificio del Banco de España en el número 28
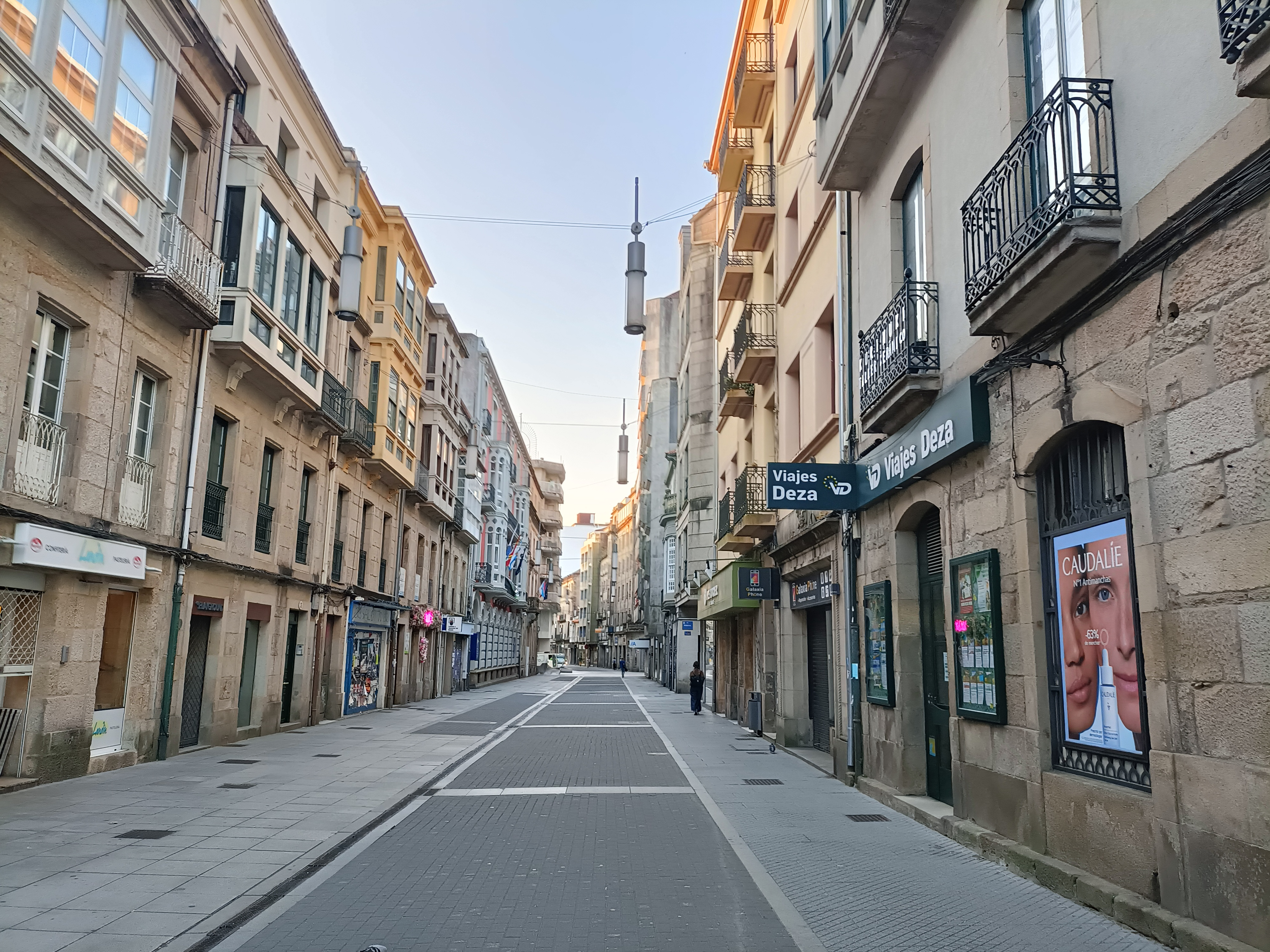
El tramo oeste de la calle en 2025
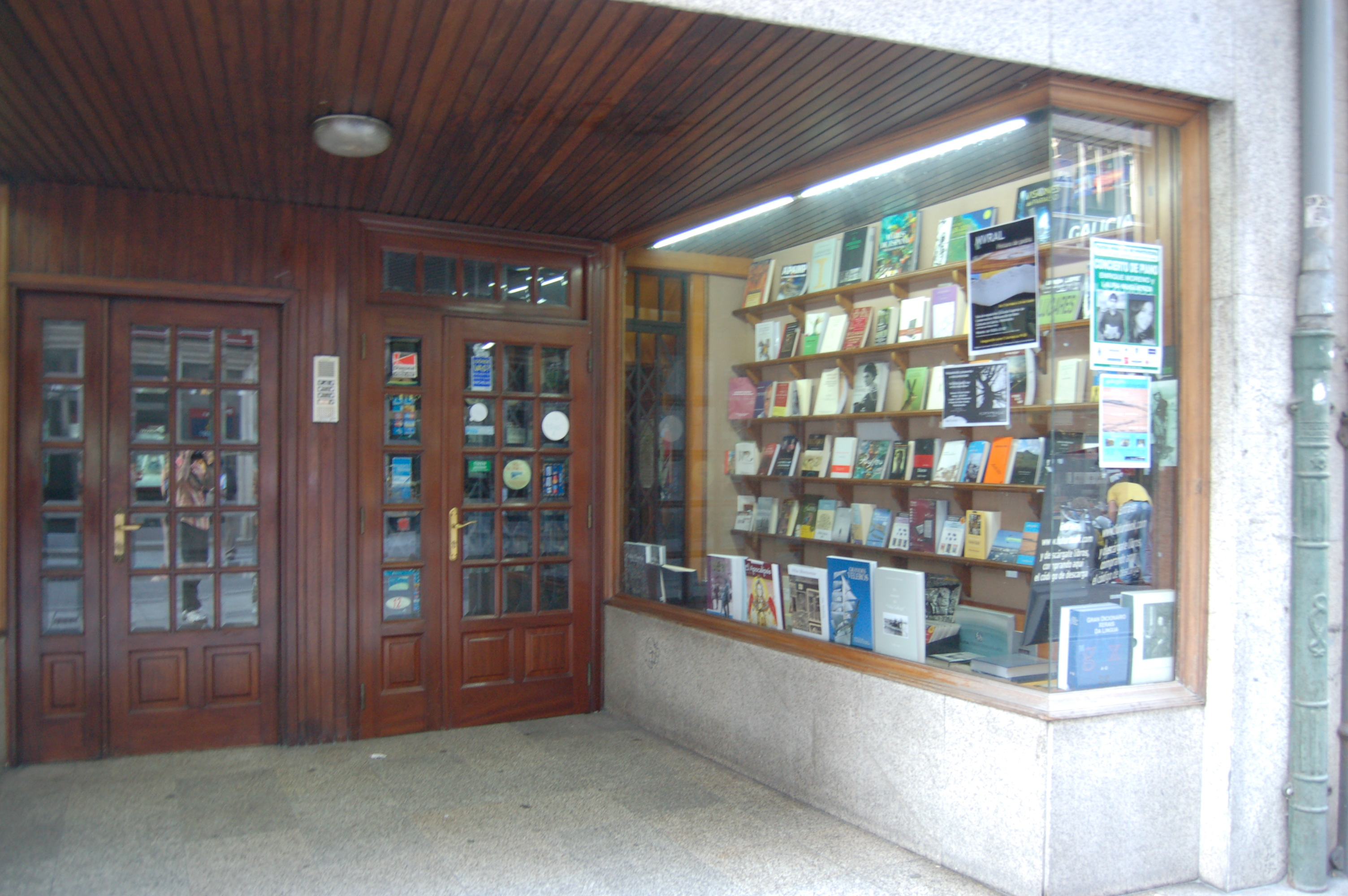
Antigua Librería Michelena en el número 22
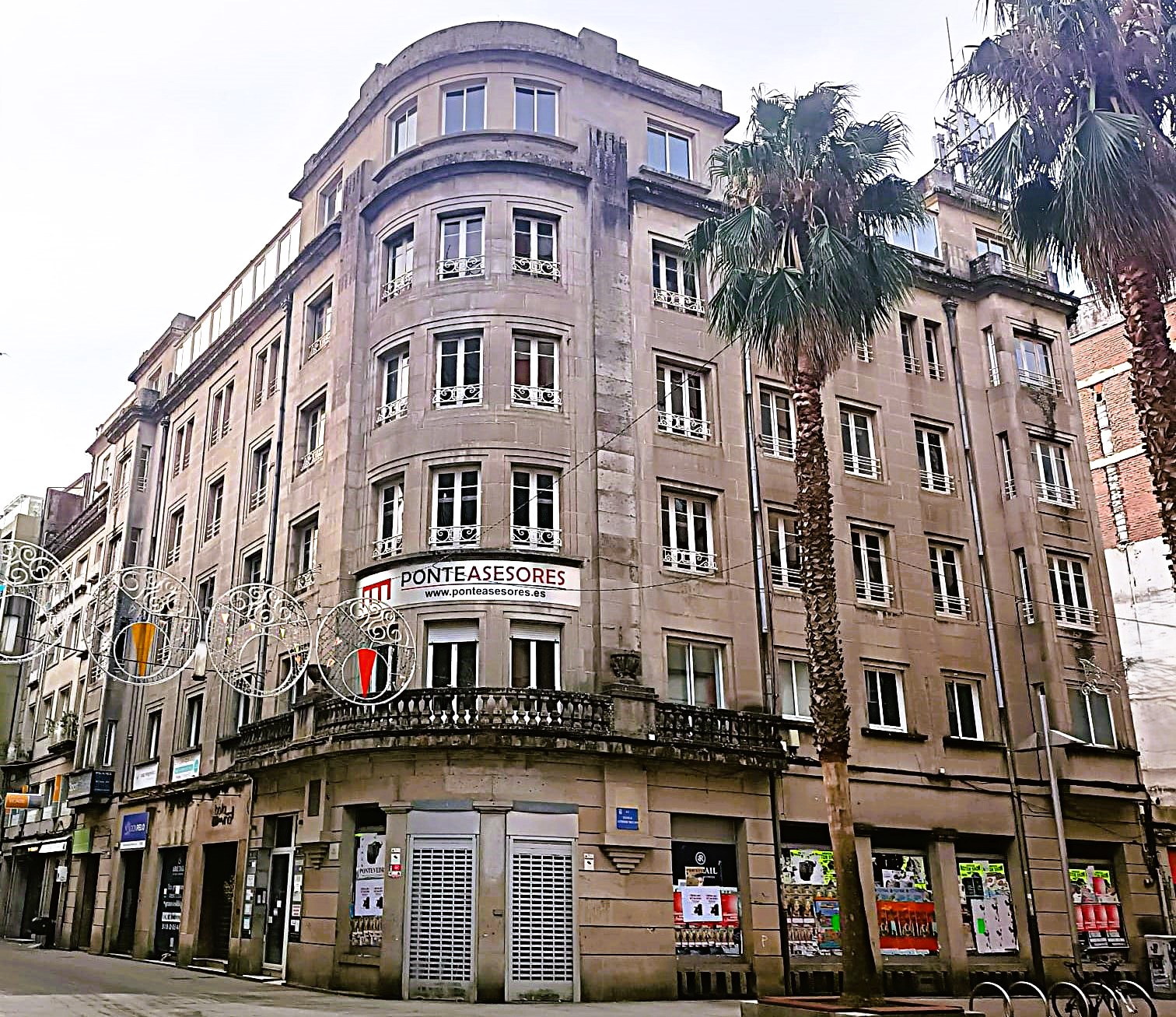
Edificio Corbal en el número 11, exponente del art déco